# Jean-Pierre de Crousaz
Jean Pierre de Crousaz (* 13. April 1663 in Lausanne; † 22. Februar 1750 ebenda) war ein Schweizer Philosoph.

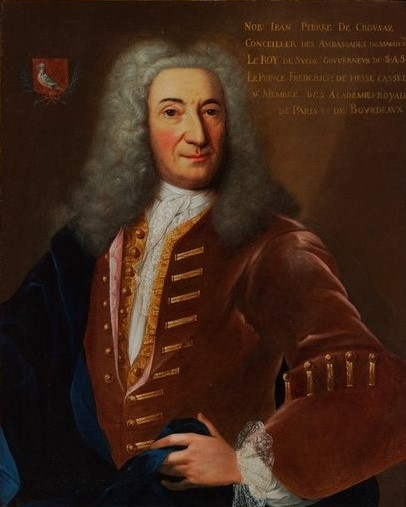
Jean-Pierre de Crousaz (1729)

## Leben
Crousaz war seit 1699 Professor für Philosophie und Mathematik und zweimaliger Rektor an der Académie de Lausanne. 1724 verließ er Lausanne wegen theologischer Meinungsverschiedenheiten und ging für 2 Jahre als Professor der Philosophie und Mathematik an die niederländische Reichsuniversität Groningen. Von 1726 bis 1732 leitete er die Erziehung des Prinzen Friedrich II. von Hessen-Kassel. 1738 kehrte er nach Lausanne zurück und wurde dort wieder Professor der Académie. Crousaz schrieb zahlreiche mathematische und philosophische Schriften. 1725 wurde er Mitglied (associé étranger) der Académie des sciences.
Er war ein Gegner des französischen Philosophen Pierre Bayles und der Philosophie Gottfried Wilhelm Leibniz’ und Christian Wolffs und bekämpfte die Monadologie sowie die Lehre von der prästabilierten Harmonie. In der Ästhetik betonte Crousaz die Einheit in der Mannigfaltigkeit. Sein Traité du beau (1714; «Abhandlung zur Schönheit») war ein Versuch subjektive Differenzen in ästhetischen Anschauungen zu erklären. Auf Anregung von Kardinal André-Hercule de Fleury focht er die Lehren des französischen Philosophen Pierre Bayles und des deutschen Philosophen Gottfried Wilhelm Leibniz an. Ausserdem kritisierte er Alexander Popes Essay on Man. Sein Schriftwechsel blieb unveröffentlicht, obwohl ca. 2000 Briefe gefunden wurden.

## Werke
- Nouvel essay de logique. Amsterdam 1712, 2 Bände (öfter bearbeitet, auch als Horatii logica, wegen der aus Horatius gewählten Beispiele, 1740).
- Nouvelles maximes sur l’education des enfans. Amsterdam. 1718 (in ironischem Ton).
- Traité du beau. 1712, 2. Auflage 1724.
- Nouvel essay de logique. Amsterdam 1712, 2 Bände (u. öfter bearbeitet, auch als Horatii logica, wegen der aus Horatius gewählten Beispiele, 1740)
- Traité de l’éducation des enfans. Den Haag 1722, 2 Bände.
- La logique. 3. Auflage. 1725.
- De l’esprit humain. 1730.
- Examen du Pyrrhonisme ancien et moderne. Den Haag, 1733 (gegen Bayle u. a.).
- Observations critiques sur l’abrégé de la logique de Chr. Wolff. 1744.